# Бардаї
Бардаї (фр. Bardaï, араб. برداي) — містечко в оазі на півночі Чаду. Місто є адміністративним центром регіону Тібесті, що його було виокремлено з регіону Борку-Еннеді-Тібесті 2008 року.

## Історія
Першим європейцем. хто дістався Бардаї (8 серпня 1869 року) був німецький дослідник Густав Нахтігаль. Проте йому довелося тікати з міста на початку вересня через ворожість місцевих мешканців з племені Тубу. 
1908 року місто захопили турки і до 1911 тут був гарнізон з 60 солдатів та шести гармат.
Також місто привернуло до себе міжнародну увагу 1974-го, коли повстанці на чолі з Хіссеном Хабре захопили в Бардаї французького археолога Франсуа Клостра, а з ним іще двох громадян країн Європи.
| Чад | Це незавершена стаття з географії Чаду. Ви можете допомогти проєкту, виправивши або дописавши її. |